# 瓦朗坦·波特
瓦朗坦·波特（法語：Valentin Porte，1990年9月7日—），法国男子手球运动员。他曾代表法国参加2016年和2020年夏季奥林匹克运动会手球比赛，共获得一枚金牌和一枚银牌。